# Markus Holgersson
Markus Holgersson (ur. 16 kwietnia 1985 w Landskronie) – szwedzki piłkarz występujący na pozycji obrońcy.